# Clidemia smithii
Clidemia smithii är en tvåhjärtbladig växtart som beskrevs av Henry Allan Gleason. Clidemia smithii ingår i släktet Clidemia och familjen Melastomataceae. Inga underarter finns listade i Catalogue of Life.